# Polypodium incognitum
Polypodium incognitum är en stensöteväxtart som beskrevs av Cusick. Polypodium incognitum ingår i släktet Polypodium och familjen Polypodiaceae. Inga underarter finns listade.